# جو أوركسترا
جو أوركسترا هي أوركسترا سيمفونية مقرها في عمان ،لأردن .
كانت تعرف سابقا باسم أوركسترا عمان السِّيمْفُونِيَّة، وفي عام 2015 غُيّر اسمها إلى جو أوركسترا.